# Supervliegdekschip

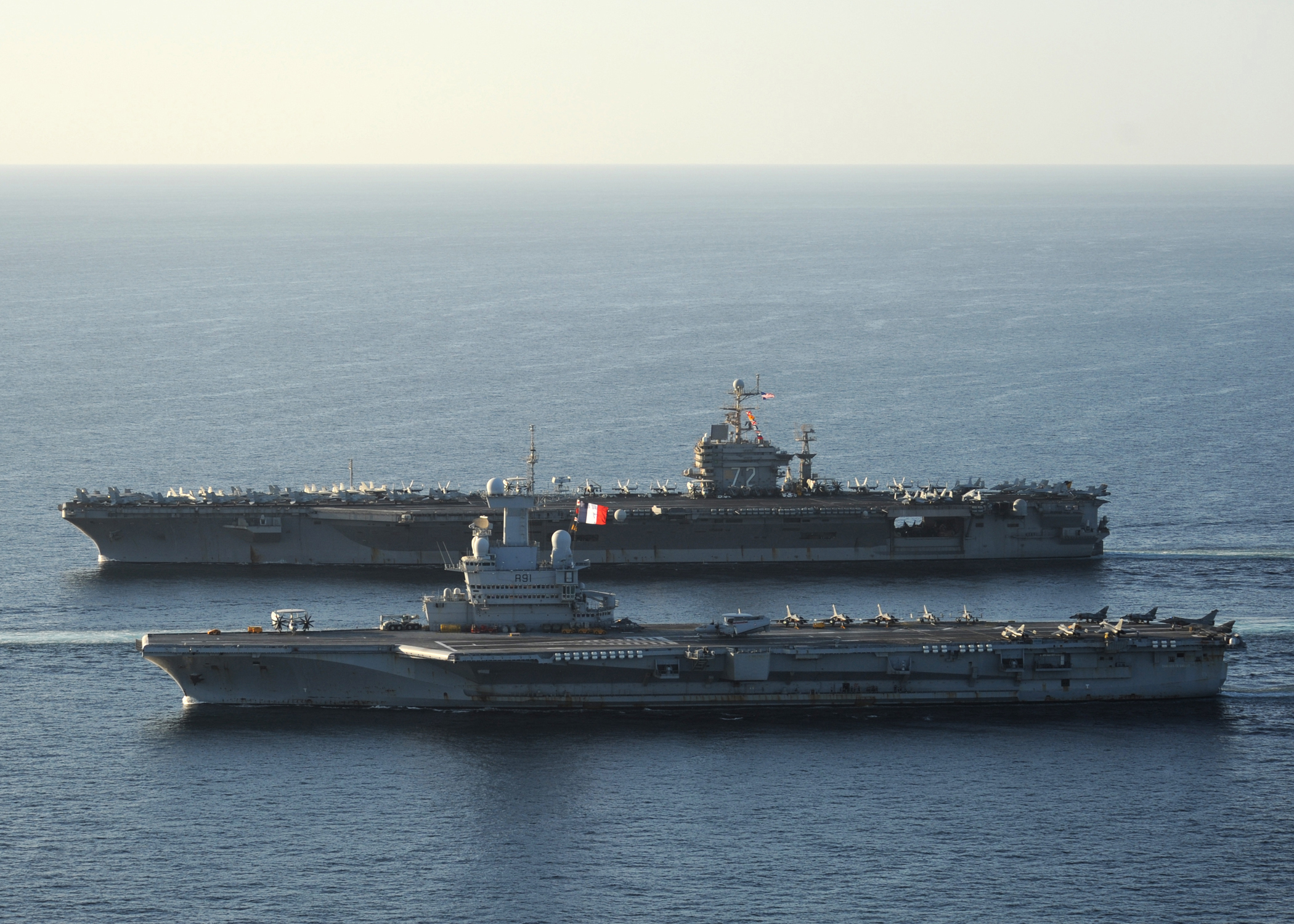
De USS Abraham Lincoln (VS) en de MN Charles de Gaulle (FR), resp. een supervliegdekschip en een gewoon vliegdekschip.

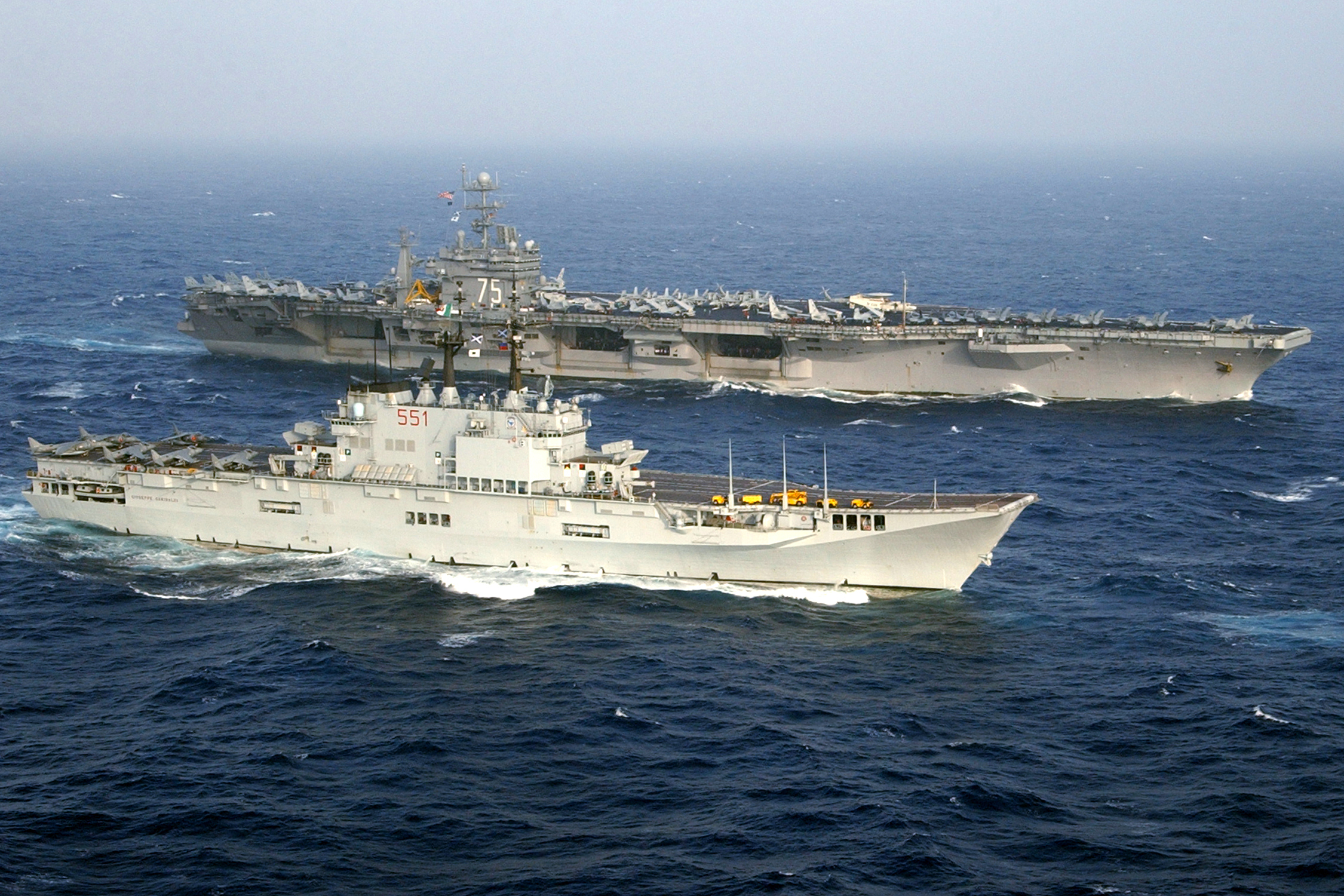
De Giuseppe Garibaldi (IT) en de USS Harry S. Truman (VS), resp. een licht vliegdekschip en een supervliegdekschip.

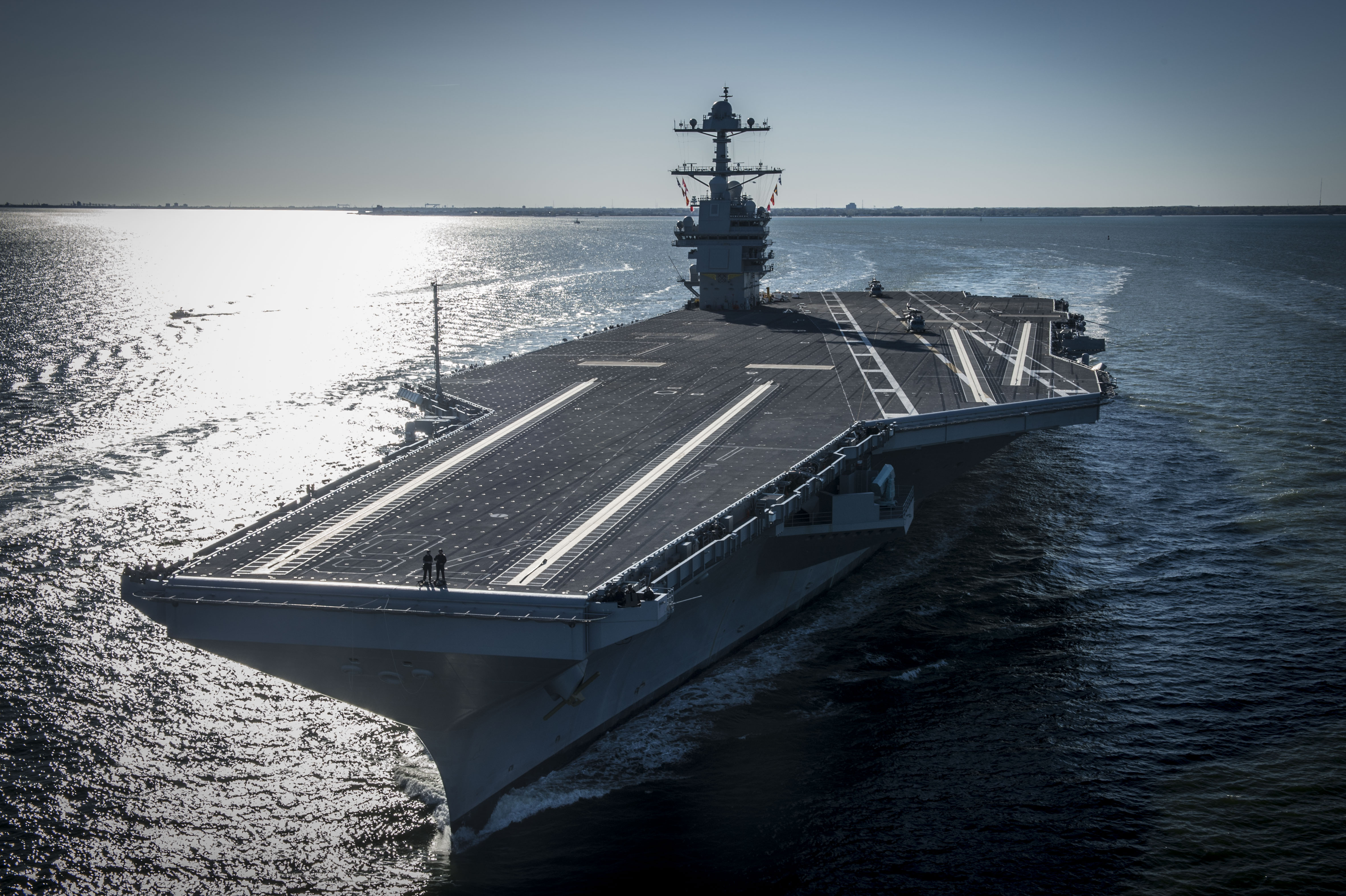
De USS Gerald R. Ford (VS) in 2017.

Een supervliegdekschip is een vliegdekschip dat zich door zijn grootte onderscheidt van kleinere vliegdekschepen. Gewoonlijk wordt een vliegdekschip als supervliegdekschip beschouwd als het een waterverplaatsing van meer dan 75.000 ton heeft. Op dit moment is het supervliegdekschip het grootste type oorlogsschip dat ooit gebouwd is. Er bestaan echter grotere schepen, zoals mammoettankers. De term supervliegdekschip is geen officiële benaming.

## Geschiedenis
Het eerste supervliegdekschip was de USS Forrestal in 1954. Dit schip had een waterverplaatsing van 81.000 ton. In feite zou de USS United States eerst geweest zijn, maar de bouw van dit schip werd vlak na de aanvang in 1949 geannuleerd. Voor de Forrestal was de Japanse Shinano het grootste vliegdekschip. Dit was echter geen volwaardig vliegdekschip en wordt met een waterverplaatsing van 72.000 ton niet als supervliegdekschip gezien.

## Landen
Anno 2007 is de Verenigde Staten het enige land dat supervliegdekschepen in dienst heeft. Daarvan zijn die uit de Nimitz-klasse de grootste met een tonnage van 102.000 ton. In 1988 begon de Sovjet-Unie met de bouw van de Oeljanovsk, een vliegdekschip van 85.000 ton. De bouw ervan werd echter bij het uiteenvallen van de Sovjet-Unie in 1991 gestaakt. De Britse Royal Navy heeft inmiddels twee vliegdekschepen van de Queen Elizabethklasse operationeel met een tonnage van 65.000 ton. Die zijn al een stuk groter dan de eerdere Britse vliegdekschepen maar geen supervliegdekschepen.

## Supervliegdekschepen

### Sovjet-Unie
- Orjolklasse
  - Dit schip stond in de jaren 1970 gepland maar er werd nooit aan begonnen.
- Oeljanovskklasse
  - Oeljanovsk: Bouw begon in 1988 maar werd in 1991 gestaakt toen het schip ±40% af was.
  - De bouw van een zusterschip van de Oeljanovsk was in voorbereiding maar werd eveneens gestaakt.

### Verenigde Staten
- United States-klasse
  - USS United States (CVA-58): Begonnen in 1949 maar nooit afgewerkt.
- Forrestal-klasse
  - USS Forrestal (CV-59): Tewatergelaten in 1954 en intussen buiten gebruik.
  - USS Saratoga (CV-60): Tewatergelaten in 1955 en intussen buiten gebruik.
  - USS Ranger (CV-61): Tewatergelaten in 1956 en intussen buiten gebruik.
  - USS Independence (CV-62): Tewatergelaten in 1958 en intussen buiten gebruik.
- Kitty Hawk-klasse
  - USS Kitty Hawk (CV-63): Tewatergelaten in 1960 en intussen buiten gebruik.
  - USS Constellation (CV-64): Tewatergelaten in 1960 en intussen buiten gebruik.
  - USS America (CV-66): Tewatergelaten in 1964 en tot zinken gebracht.
- Enterprise-klasse
  - USS Enterprise (CVN-65): Tewatergelaten in 1960 en intussen buiten gebruik.
- John F. Kennedy-klasse
  - USS John F. Kennedy (CV-67): Tewatergelaten in 1967 en intussen buiten gebruik.
- Nimitz-klasse
  - USS Nimitz (CVN-68): Tewatergelaten in 1972 en in actieve dienst.
  - USS Dwight D. Eisenhower (CVN-69): Tewatergelaten in 1975 en in actieve dienst.
  - USS Carl Vinson (CVN-70): Tewatergelaten in 1980 en in actieve dienst.
  - USS Theodore Roosevelt (CVN-71): Tewatergelaten in 1984 en in actieve dienst.
  - USS Abraham Lincoln (CVN-72): Tewatergelaten in 1988 en in actieve dienst.
  - USS George Washington (CVN-73): Tewatergelaten in 1990 en in actieve dienst.
  - USS John C. Stennis (CVN-74): Tewatergelaten in 1993 en in actieve dienst.
  - USS Harry S. Truman (CVN-75): Tewatergelaten in 1996 en in actieve dienst.
  - USS Ronald Reagan (CVN-76): Tewatergelaten in 2001 en in actieve dienst.
  - USS George H. W. Bush (CVN-77): Tewatergelaten in 2006 en in actieve dienst.
- Gerald R. Ford-klasse[1]
  - USS Gerald R. Ford (CVN-78): Te water gelaten in 2013 en sinds 2017 in actieve dienst.
  - USS John F. Kennedy (CVN-79): Kwam in 2020 in dienst.
  - USS Enterprise (CVN-80): De in dienststelling is gepland voor 2027.
  - USS Doris Miller (CVN-81): De bouw begon in 2023 en het schip zal naar verwachting in 2032 in dienst gesteld worden.

### China
- De Fujian (schip, 2022) heeft een deplacement van 100.000 ton.
- China bouwt het Type 004 vliegdekschip dat met een deplacement van 120.000 ton het grootste ter wereld wordt.